# Parco Di Vittorio
Il Parco Di Vittorio è un parco pubblico torinese situato nella Circoscrizione 8, al Lingotto. Viene popolarmente chiamato anche Parco del Lingotto o Giardini di Via Passo Buole.

## Storia
Il parco si trova nella zona denominata "Lingotto Vecchio", nucleo originario dell'attuale quartiere.
Nella sezione a sud dell'asse di Via Passo Buole, sorgeva il piccolo cimitero del Lingotto, qui costruito nel 1788 per una legge che obbligava a spostare i campisanti fuori dai centri abitati.
Dismesso il cimitero prima della seconda guerra mondiale, su pressante richiesta della cittadinanza l'area venne adibita, nei primi anni cinquanta, alla sua attuale funzione di parco pubblico.

## Descrizione
Nel secondo dopoguerra, la toponomastica dell'area fu quindi impostata su una matrice storica antifascista, a partire da Giuseppe Di Vittorio cui è intitolato il parco, passando poi per il piccolo viale alberato pedonale Augusto Monti che attraversa la parte sud, ed ospita sia il centro d'incontro comunale "La Casetta" che il piccolo laghetto-fontana, finendo con le vie che circondano il quadrilatero e che ricordano Barbara Allason, Donato Bachi e Giuditta Sidoli.
 
Questa parte meridionale, anticamente occupata dal cimitero, di cui alcuni alberi delimitano ancor oggi vari angoli del quadrilatero, risulta la più vasta, contribuendo a tenere distante l'edificazione particolarmente frenetica del boom degli anni cinquanta e sessanta. L'area a nord è separata dall'asse viario di via Passo Buole, ove transita anche la linea tranviaria 18, la più prossima fra quelle che portano al parco (le altre sono 2, 14, 41, 63 e 74). Quest'ultima confina con il centro civico circoscrizionale, ed è informalmente nota come "i Pizzi"; una parte è altresì occupata da un piccolo campo sportivo e dallo stadio del baseball "Paschetto".

## Attività
Tutto il parco è evidenziato per la quantità e la qualità delle attrezzature per i bambini, per la presenza di un percorso ginnico, di piste di pattinaggio, fontane e un'ampia area per i cani.
"I Pizzi" sono tradizionalmente luogo di ritrovo dei più giovani tra i frequentatori del parco (pur essendoci anche un gioco di bocce tipicamente frequentato dagli anziani).
Nel 2024, a seguito di alcuni lavori, la parte sud del parco subisce delle significanti migliorie che includono dei giochi d'acqua (accessibili nel periodo estivo), un tavolo da ping-pong all'esterno, una zona per praticare parkour e un'area caratterizzata da una palestra all'aperto. Era già invece esistente un sovrappasso pedonale, con accanto la palazzina polifunzionale (ospita il Centro d'Incontro, ma anche mostre, gruppi giovanili, feste pubbliche e private) che funge da centro dell'intero parco.
I giardini sono divenuti sede di una centralina di rilevamento dell'ARPA Piemonte, per il controllo dell'inquinamento atmosferico.